# Creu de la Malesa de les Creus
Creu de la Malesa de les Creus és un monument d'Amposta inclòs a l'Inventari del Patrimoni Arquitectònic de Catalunya.

## Descripció
És una llosa de pedra amb forma octogonal, amb les superfícies dels costats amb forma còncava, d'on sobresurt en relleu una creu grega. A la superfície hi ha la següent inscripció: «Aquí asesinaron a Ventura Ferran, postillón de la Real Diligencia y Correos en 30 de octubre de 188[]».
Aquesta creu és una de les poques restes materials que hi ha sobre les activitats bandoleres a la zona.

## Història
La creu està situada a la malesa de les creus, partida a l'Oriola. La finca era propietat del Baró d'Antella, i hi tenia plantats garrofers i oliveres.
La diligència que cobria el tram Barcelona-València fou assaltada pels bandolers que es van confondre, i on creien que anava un carregament de doblers, es van trobar amb dos postillons, als quals van matar. De fet, antigament hi havia dues creus -en record dels postillons- i per això el nom popular d'aquest lloc és en plural. Temps després la finca es vengué i es convertí en un erm. L'any 1988 el Museu del Montsià s'encarregà de tornar-la a clavar, ja que estava tirada a la vora de la carretera i en evident perill de desaparèixer.